# دراگوسینگتسی
دراگوسینگتسی (به صربی: Dragosinjci) یک منطقهٔ مسکونی در صربستان است که در کرالیفو واقع شده‌است. دراگوسینگتسی ۶۷۲ نفر جمعیت دارد.